# 民族陣線 (阿富汗)
民族阵线（達利語：‎），初称民族祖国阵线，是1981年—1992年阿富汗民主共和國的執政黨阿富汗人民民主黨领导下的统一战线組織。
它的主要工作是招收人民民主党政權的支持者，在巴布拉克·卡爾邁勒當權時代政府大多數宣傳工作由該組織負責。
1984年4月，該組織宣稱擁有55000名成員。